# McCleary (Washington)
McCleary je grad u američkoj saveznoj državi Washington. Prema popisu stanovništva iz 2010. u njemu je živjelo 1.653 stanovnika.